# 創傷・ストーマ・失禁ケア
創傷・ストーマ・失禁ケア（ひふはいせつケア）とは、創傷（wound）・ストーマ（ostomy）・失禁（continence）（WOC）に関わる看護のこと。皮膚・排泄ケア認定看護師が行なっている。

## 歴史
WOC看護認定看護師が誕生したのは1997年である。WOC看護活動の前進となったのはET (Enterostomal　Therapist) の存在である。ETは医師・看護師が専門的教育を受けることで取得できるストーマケアの専門職である。ストーマや瘻孔の周囲は排泄物や漏出する消化液の影響でスキントラブルが起こりやすい。WOC看護認定看護師が誕生する以前は、アメリカでET教育を受けた医師・看護師がケアを行っていた。それらの知識や技術が、排泄物による皮膚障害だけにとどまらず、褥瘡や慢性潰瘍へのケアに活用できたことから、当時のET看護師がWOC看護領域を確立させた。
2007年7月より、WOC看護認定看護師は皮膚・排泄ケア認定看護師に名称変更となった。英語表記はこれまでと同様に「Wound Ostomy and Continence Nursing」（WOCN、ウォックナース）。

## ET看護とWOC看護の違い
狭義のETとは、ストーマケアとストーマリハビリテーション、ストーマとその周囲のスキントラブルに対する専門職である。皮膚・排泄ケア認定看護師は、ETの専門性に加えて創傷・失禁ケアの専門職である。ET/WOCNは海外で認定を受け、皮膚・排泄ケア認定看護師は日本看護協会が定める課程を修了し、認定を受ける必要がある。しかし、臨床ではほぼ同じ専門性を持つ職種と捉えられており、どちらとも創傷・ストーマ・失禁ケアに関わっている。

## WOC看護における失禁
排泄は、尿道括約筋や肛門括約筋による随意運動である。ストーマ造設を受けた患者は、括約筋による随意的な排泄行動を取ることができないため、解剖生理学的に失禁状態とみなす。
オストメイトはストーマを造設した部位にパウチと呼ばれる排泄物を受ける袋状の装具を貼用する。